# Si Sakht
Sī Sakht (farsi سی‌سخت) è il capoluogo dello shahrestān di Dena, circoscrizione Centrale, nella provincia di Kohgiluyeh e Buyer Ahmad. Aveva, nel 2006, una popolazione di 6.342 abitanti.
La città si trova a nord di Yasuj e a sud del monte Dena (4.409 m), che fa parte dei monti Zagros. Vi sono in loco scavi archeologici e sono state trovate  tracce di antiche civilizzazioni.